# Ради Славов
Ради Славов Радев е български офицер, генерал-майор от МВР.

## Биография
Роден е на 17 февруари 1921 г. в сливенското село Стоил войвода. От 1935 г. е член на РМС. През 1943 г. е интерниран. На 10 февруари 1945 г. е назначен за помощник-командир на трета минохвъргачна рота от дванадесети пехотен балкански полк. От юни 1983 г. е началник на политическия отдел на Управление „Гранични войски“ при МВР. Награждаван е с орден „За храброст“, IV ст., 2 кл. и югославски орден „За храброст“. През 2022 г. е награден с отличието на МВР „за доблест и заслуги“.